# Могильницька Галина Анатоліївна
Галина Анатоліївна Могильницька (8 травня 1937, Одеса — 12 грудня 2021, Одеса) — український педагог, публіцист і поетеса, учасниця українського правозахисного руху. Лауреат премії імені Василя Стуса (2008), премії імені Ірини Калинець (2019) та Одеської муніципальної премії «Культурна столиця» (2020).

## Життєпис
Народилася 8 травня 1937 року в м. Одесі в родині педагогів, що належить до однієї з найстаріших і найбільш розгалужених педагогічних династій України. Дитячі роки провела на Кривоозерщині, біля Південного Бугу (нині Миколаївська область).
У 1954 вступила до Одеського фінансово-кредитного технікуму. Невдовзі її виключили спершу з комсомолу, а потім і з технікуму за відвідування Церкви та відстоювання права на свободу віровизнання.
Працювала на різних посадах — від робітниці на заводі до художнього керівника Будинку культури. У 1963, склавши екстерном іспити за вечірню школу, вступила до Одеського державного університету імені І. І. Мечникова, який закінчила в 1967 році. Працювала викладачем Балтського педагогічного училища (звідки її виключили за вихолощення комуністичної ідейності з курсу української літератури й пропаганду творчості націоналістичних письменників Василя Симоненка, Ліни Костенко, Миколи Вінграновського, Івана Драча. Працювала інспектором шкіл Кривоозерського районо, учителем та завучем Кривоозерської середньої школи № 1.
У 1994 повернулася до Одеси, де працювала вчителькою української мови та літератури загальноосвітньої школи № 117, головним спеціалістом відділу по роботі з партіями та громадськими організаціями Одеського міськвиконкому.
З 1997 — викладач кафедри методики викладання гуманітарних дисциплін Одеського обласного інституту підвищення кваліфікації працівників освіти.
Відмінник освіти України, автор кількох поетичних збірок, ліро-епічних поем «Рогніда», «Серафима», «Єлизавета» та понад півтори сотні статей суспільно-політичної, релігієзнавчої, методико-педагогічної проблематики, опублікованих в українській і зарубіжній пресі.
Протягом десятиліть була одним із найактивніших членів одеського руху опору комуністичному режиму. Одна із зачинателів руху за створення Української Помісної Православної Церкви.
Почесний член парафіяльної ради кафедрального собору та засновник церковно-парафіяльної школи при кафедральному соборі Різдва Христового Української православної церкви Київського патріархату (нині Православної Церкви України), м.Одеса.

## Відзнаки
- 14 січня 2008 року нагороджена Премією імені Василя Стуса за книги «Літос (або Камінь із пращі правди на розбиття митрополичого блудословія)» та «З непам'яті прикликана судьбою».[4]
- 19 серпня 2016 року нагороджена Ювілейною медаллю «25 років незалежності України»[3].
- 11 травня 2017 року нагороджена  Почесною відзнакою  Одеської обласної ради[5]
- 22 травня 2019 року нагороджена Премією імені Ірини Калинець — за низку наукових, науково-публіцистичних, публіцистичних публікацій по утвердженню авторитету України та дослідження «білих плям» в історії України.[6][7]
- 08 лютого 2020 року нагороджена Медаллю «Івана Мазепи» — за книгу історичних поем «Імена» (2019)[8].

### Про Галину Могильницьку
- Могильницька Галина Анатоліївна // Педагогічний Олімп. — Одеса: СМІЛ, 2008. — С. 193.
- Могильницька Галина Анатоліївна // Міжнародний біографічний словник дисидентів. — Харків: Права людини, 2011. — С. 1225—1226.

- Могильницька Галина Анатоліївна // Рух опору в Україні 1960—1990 : енцикл. довід. — Київ: Смолоскип, 2012. — С. 496—497.
- Ярошенко О. Одеська «Просвіта»: історія, сучасність. Історико-популярний нарис / О. Ярошенко. — Одеса: Маяк, 1998. — Згадки про Г. Могильницьку. — С. 82, 83, 96.

- Різниченко О. Промінь з Одеси: Поема. Документи. Спогади про шістдесяті роки в Одесі і по Ніну Строкату-Караванську. — Одеса, 2000. — Згадки про Г. Могильницьку. — С. 64-65; 184—186; 245.
- Попелюк О. Наші сучасниці в поєднанні з духовністю / О. Попелюк // Вісник Буковинського православного університету. Випуск 5. Гендерологія: Українська жінка і духовність. — Чернівці, 2006. — С. 59-60.
- Ткачук Л. Українська жінка і духовність / Л. Ткачук // Вісник Буковинського православного університету. Випуск 5. Гендерологія: Українська жінка і духовність. — Чернівці, 2006. — С. 62.
- Матеріали презентації книги Галини Могильницької «Літос, або камінь із пращі правди на розбиття митрополичого блудослів'я» // Вісник Буковинського православного університету. Випуск 5. — Чернівці, 2006. — Данило Митрополит Чернігівський і Буковинський. — С. 66-67; Попелюк О. — С. 68-69; Іванчук Д. — С. 70-71; Гураль Г. — С. 72-73; Мільков В. — С. 74.
- Донька Одеси. Ніна Строката в документах і спогадах ; Бран: Поема-містерія / упоряд. О. Різників, наук. ред. канд. іст. наук Ю. Зайцев. — Одеса: Друк, 2005. — Згадки про Г. Могильницьку. — С. 4, 8, 10, 17, 18, 21, 33, 82, 91, 96, 116—118, 141, 150, 168, 270, 178, 299, 347.
- Я винен тим, що українець. Інтерв'ю Юрія Зайцева з Олексою Різниковим. Документи. — Львів: Афіша — 2007. — Згадки про Г. Могильницьку. — С. 4, 40, 43, 53, 115, 119, 125, 180, 181.
- Дмитрієв С. Задивлена у глибини сторіч // Могильницька Г. Рогніда: ліро-епічна історична поема / Г. Могильницька. — Одеса: Акваторія, 2017. — С. 5-9.
- Дмитрієв С. Задивлена у глибини сторіч // Могильницька Г. Імена: поеми / Г. Могильницька. — Київ: Український пріоритет, 2017. — С. 4-11.